# Putovnica Hrvatske
Putovnica Republike Hrvatske izdaje se državljanima Republike Hrvatske radi međunarodnog putovanja. Putovnica služi kao dokaz hrvatskoga državljanstva i identiteta. Izdaje ih Ministarstvo unutarnjih poslova Republike Hrvatske, dok tu zadaću građanima u inozemstvu obavlja mjesno veleposlanstvo ili konzulat. Vrijedi između pet i deset godina.

## Povijest
Za vrijeme Trojedne Kraljevine Hrvatske, Slavonije i Dalmacije izdavale su se putovnice u ime kralja ugarskoga i hrvatsko-slavonsko-dalmatinskoga, pisane hrvatskim i njemačkim jezikom i s grbom Trojedne kraljevine na korici.
Prva suvremena putovnica Republike Hrvatske izdana je 26. lipnja 1991., nakon što je Hrvatska objavila raskidanje odnosa i neovisnost od SFRJ. Stare jugoslavenske putovnice vrijedile su do 25. lipnja 1992. Stariji naziv za putovnicu bio je putnica, danas se više ne rabi.

## Izgled
Sadržaj putovnice ispisan je na hrvatskom, engleskom i francuskom jeziku, na ukupno 34 stranice. Osobni podaci nositelja ispisani su hrvatskim jezikom. Od 2000. dodane su holografske slike, mikroispis i vodeni žig. Fotografija se sada ispisuje digitalno i izravno na papir. Sve putovnice izdaju se u Zagrebu, a vrijeme čekanja je 30 dana od podnošenja zahtjeva. 
Od 2009. počelo je izdavanje biometrijskih putovnica, u skladu s novim standardima Europske unije i SAD-a. Čip u putovnici sadrži dva otiska prstiju i digitalnu sliku nositelja.
Biometrijske putovnice počele su se izdavati 1. srpnja 2009. godine.
3. kolovoza 2015. godine počele su se izdavati nove putovnice s dodatnim natpisom "Europska Unija".
██ Hrvatska
██ Sloboda kretanja
██ Viza nije potrebna
██ Viza po dolasku
██ eVisa
██ Viza dostupna po dolasku ili online
██ Viza potrebna prije dolaska

## Vizni sustav
Godine 2006., Ujedinjeno Kraljevstvo ukinulo je vize hrvatskim državljanima. 2009. isto je napravila i Kanada. 23. listopada 2021. SAD je ukinuo vize za hrvatske državljane.
Hrvatskom putovnicom može se putovati bez podizanja vize u državama prikazanima na zemljovidu.

Za ulazak u većinu europskih država (članice EU, Albanija, Andora, Bosna i Hercegovina, Crna Gora, Kosovo, Lihtenštajn, Sjeverna Makedonija, Moldavija, Monako, Norveška, San Marino, Srbija, Švicarska, Turska i Vatikan) nije potrebna putovnica, već je dovoljna hrvatska osobna iskaznica.

Samo s osobnom iskaznicom nije moguće putovati u Bjelorusiju, Rusiju, Ukrajinu, Ujedinjeno Kraljevstvo, Gruziju, Francuske prekomorske teritorije

## Vanjske poveznice
|  | Zajednički poslužitelj ima još gradiva o temi Hrvatske putovnice |

- Pregled viznog sustava RH